# الهادي ثابت
الهادي ثابت أو محمد الهادي بن ثابت (2 ديسمبر 1942)، هو كاتب و روائي وأكاديمي ومترجم تونسي من مواليد مدينة تونس، نشر بعض المقالات في الأدب في جريدة الصباح التونسية، والحياة الثقافية، وفسيفساء، والمستقبل. ترجم مقالًا علميًا حول الكتابة سومرية نشر بمجلة الحياة الثقافية. صدر أول كتاب له في عام 1999 بعنوان «غار الجن». فاز بجائزة الكومار الذهبي للرواية المكتوبة بالعربية عن روايته «الفرنفل لا يعيش في الصحراء». أهتم بالكتابة في المجال الخيال العلمي. ترجم الهادي عدد من القصص للكاتب الفرنسي فيليب كار فالنتين. ترجم من الفرنسية الكتاب العلمي الاستشرافي «الإنسان المتعايش» للعالم الفرنسي جوال دي روني.

## السيرة الذاتية
أمه هي الجازية بنت الشتيوي بن ثابت نازحة، وأبوه هو ساسي بن الحاج عبد الله بن ثابت نازح من جبال مطماطة، بدأ تعليمه بالكتّاب ليتعلم حفظ القرآن، ويدرس ببعض مبادئ اللغة العربية، حصل على الثانوي بتونس العاصمة. سافر إلى فرنسا لتكملة تعلمه العالي عام 1968. شارك في بعض اللجان الفلسطينية للتعريف بالقضية الفلسطينية في الأوساط الطلابية والعمالية بفرنسا. حصل على شهادة الأستاذية في الأدب الفرنسي المعاصر من كلية الأداب جامعة باريس عام 1972. تاثر بالروائي الجزائري الناطق بالفرنسية كاتب ياسين، وقدّم له دراسة أكاديمية حول روايته «نجمة» حصل من خلاله شهادة الأستاذية بملاحظة حسن جدا. زار كل بلدان أوروبا الغربية عدا الدول الإسكندنافية، ثم رجع إلى تونس. درس بالمعهد الفرنسي (معهد بورقيبة النموذجي بتونس) ثم بقابس والزهراء. في عام 1979، سافر إلى العراق للعمل ضمن اتفاقيات التعاون الفني بين العراق وتونس. حيث انتدب كأستاذ للغة والآداب الفرنسية بالجامعة المستنصرية ببغداد من عام 1979 إلى 1982. زار كل بلدان العربية المجاورة للعراق. عاد إلى تونس عام 1982. عاد يدرس الفرنسية بمعهد الزهراء، وعمل بالسياسة بحركة الديمقراطيين الاشتراكيين عام 1985. ثم غادر الحزب عام 1995. وتفرغ للكتابة الأدبية. هو عضو في الرابطة التونسية للدفاع عن حقوق الإنسان.

## المؤلفات
- غار الجن، رواية في الخيال العلمي، دار سيراس للنشر، 183 صفحة، (ردمك 9973193997، وردمك 9789973193995)، 1999.[4]

- جبل علّيين، رواية في الخيال العلمي، دار سيراس للنشر، 184 صقحة، (ردمك 9973194810، وردمك 9789973194817)، 2001.[5]

- الفرنفل لا يعيش في الصحراء، رواية واقعية، 2004 - الطبعة الثانية: ورقة للنشر، 195 صفحة، (ردمك 9789973087133، وردمك 9973087135)، 2010.[6]
- لو عاد حنبعل، رواية في الخيال العلمي، 289 صفحة، 2005.[7]

- الاغتصاب، مؤسسة شمس للنشر والإعلام، القاهرة، 224 صفحة، 2008.[8]

- معبد تانيت، 189 صفحة، (ردمك 9789973029997، وردمك 9973029992)، 2012.[9]

- مدينة النهار الأزلي، رواية في الخيال العلمي، دار سحر للنشر، 2015.[10] طبعة ثانية: وزارة الثقافة السورية، الهيئة العامة السورية للكتاب، دمشق، 271 صفحة، 2018.[11]
- عصير الهواء، رواية في الخيال العلمي، منشورات الفينيق، (ردمك 9789973072016، وردمك 9973072014).[12]

## الجوائز
- حاز على جائزة الكومار الذهبي لعام 2004 عن رواية «القرنفل لا يعيش في الصحراء».[13]

- الجائزة الأولى لمسابقة جائزة نهاد شريف لأدب الخيال العلمي التي أقيمت بالقاهرة عن رواية «غار الجن».[14]